# 2009年欧州議会議員選挙 (リトアニア)
2009年欧州議会議員選挙（2009ねん おうしゅうぎかいぎいんせんきょ）は、欧州連合の立法機関的な性格を有する欧州議会の議員を選出するために2009年6月に行われた選挙である。本稿では、6月7日に行われたリトアニアにおける欧州議会議員選挙の概要と結果について取り上げる。
この選挙により、それまで2議席を有していた祖国同盟＝リトアニアキリスト教民主党が議席数を4に倍増させた反面、5議席を有していた労働党が議席を1に減らした。
なお、前回の選挙ではリトアニアに13議席が割り当てられていたが、今回は割り当てが12議席となり、全体で1議席減少した。

## 選挙データ
この選挙に関するデータは以下の通り。
- 選挙権・被選挙権：18歳以上／21歳以上
- 議員の任期：5年
- 議員定数（リトアニア共和国）：12議席
- 選挙制度：比例代表制（非拘束名簿式の最大剰余ヘア方式）・・・有効得票の5％以上を獲得した政党のみ議席配分される。
- 選挙区単位：全国で一選挙区
- 投票方法：政党・政党合同リストに対し1票を有し、有権者はリスト内の候補者に対し、5名までの選考投票ができる。

## 候補者・選挙前の議席数
この選挙には15の党派からそれぞれ8〜24名が出馬した。各党派の候補者数・選挙前の議席数は以下の通り。
| 登録番号 | 党派名                                 | 候補者数 | 選挙前の議席数 |
| -------- | -------------------------------------- | -------- | -------------- |
| 1        | 国民復興党                             | 10       | 0              |
| 2        | 「戦線」党                             | 11       | 0              |
| 3        | 秩序と正義                             | 24       | 1              |
| 4        | リトアニア社会民主党                   | 24       | 2              |
| 5        | ジェマイティヤ党                       | 8        | 0              |
| 6        | リトアニア中道党                       | 19       | 0              |
| 7        | リトアニア共和国自由運動               | 24       | 0              |
| 8        | リトアニア・ポーランド人の選挙運動     | 24       | 0              |
| 9        | 市民民主党                             | 8        | 0              |
| 10       | キリスト教保守社会同盟                 | 10       | 0              |
| 11       | 祖国同盟＝リトアニア・キリスト教民主党 | 24       | 2              |
| 12       | 労働党                                 | 21       | 5              |
| 13       | 国民政党「リトアニアの道」             | 9        | 0              |
| 14       | 自由中道同盟                           | 24       | 2              |
| 15       | リトアニア農民人民同盟                 | 22       | 1              |
| 合計：   | 合計：                                 | 262      | 13             |

## 選挙結果
選挙の結果、以下の通り6党派から12名が選出された。
| リトアニアでの党派 （政党） | リトアニアでの党派 （政党）                                                            | 欧州での会派 （政党）                 | 得票      | 得票                | 議席                | 議席                | 議席                |
| リトアニアでの党派 （政党） | リトアニアでの党派 （政党）                                                            | 欧州での会派 （政党）                 | 得票数    | 得票率              | 議席数              | 議席率              | 前回比              |
| --------------------------- | -------------------------------------------------------------------------------------- | ------------------------------------- | --------- | ------------------- | ------------------- | ------------------- | ------------------- |
|                             | 祖国同盟＝リトアニアキリスト教民主党 Tėvynės sąjunga - Lietuvos krikščionys demokratai | 欧州人民党・民主主義グループ（EPP）   | 147,756   | 26.16               | 4                   | 33.33               | +2                  |
|                             | リトアニア社会民主党 Lietuvos socialdemokratų partija                                  | 欧州社会党（PES）                     | 102,347   | 18.12               | 3                   | 25.00               | +1                  |
|                             | 秩序と正義 Partija Tvarka ir teisingumas                                               | 諸国民のヨーロッパのための連合（UEN） | 67,237    | 11.90               | 2                   | 16.66               | +1                  |
|                             | 労働党 Darbo partija                                                                   | 欧州自由民主同盟（ALDE）              | 48,368    | 8.56                | 1                   | 8.33                | −4                  |
|                             | リトアニア・ポーランド人の選挙運動 Lietuvos lenkų rinkimų akcija                       |                                       | 46,293    | 8.20                | 1                   | 8.33                | +1                  |
|                             | リトアニア共和国自由運動 Lietuvos Respublikos liberalų sąjūdis                         | 欧州自由民主同盟（ALDE）              | 40,502    | 7.17                | 1                   | 8.33                | +1                  |
|                             | 自由中道同盟 Liberalų ir centro sąjunga                                                | 欧州自由民主同盟（ALDE）              | 19,105    | 3.38                | 0                   | 0.00                | −2                  |
|                             | リトアニア中道党 Lietuvos centro partija                                               |                                       | 17,004    | 3.01                | 0                   | 0.00                |                     |
|                             | キリスト教保守社会同盟 Krikščionių konservatorių socialinė sąjunga                     |                                       | 16,108    | 2.85                | 0                   | 0.00                |                     |
|                             | 「戦線」党 "FRONTO" PARTIJA                                                            |                                       | 13,341    | 2.36                | 0                   | 0.00                |                     |
|                             | リトアニア農民人民同盟 Lietuvos valstiečių liaudininkų sąjunga                         | 諸国民のヨーロッパのための連合（UEN） | 10,285    | 1.82                | 0                   | 0.00                | −1                  |
|                             | 市民民主党 Pilietinės demokratijos partija                                             |                                       | 7,425     | 1.31                | 0                   | 0.00                |                     |
|                             | ジェマイティヤ党 Žemaičių partija                                                      |                                       | 6,961     | 1.23                | 0                   | 0.00                |                     |
|                             | 国民復興党 Tautos prisikėlimo partija                                                  |                                       | 5,717     | 1.01                | 0                   | 0.00                |                     |
|                             | 国民政党「リトアニアの道」 Tautinė partija LIETUVOS KELIAS                             |                                       | 1,568     | 0.28                | 0                   | 0.00                |                     |
| 有効票数：                  | 有効票数：                                                                             | 有効票数：                            | 550,017   | 97.38               | 12                  | 100.00              | −1                  |
| 無効票数：                  | 無効票数：                                                                             | 無効票数：                            | 14,786    | 2.62                |                     |                     |                     |
| 投票総数：                  | 投票総数：                                                                             | 投票総数：                            | 564,803   | 100.00              |                     |                     |                     |
| 有権者数：                  | 有権者数：                                                                             | 有権者数：                            | 2,692,397 | （投票率：20.98 %） | （投票率：20.98 %） | （投票率：20.98 %） | （投票率：20.98 %） |

## 欧州議会議員
以上の選挙結果から、以下の12名が欧州議会議員に選出されることとなった。任期は2014年までの5年。
- ライマ・アンドリキエネ Laima Andrikienė（祖国同盟＝リトアニアキリスト教民主党）
留任。元・産業貿易大臣（1996-99年）。元・経済大臣（1996-98年）。
- ユオザス・インブラサス Juozas Imbrasas（秩序と正義）
新任。元・ヴィリニュス市長（1999-2000年、2007-09年）。
- ヴィクトル・ウスパスキフ Viktor Uspaskich（労働党）
新任。労働党党首。元・経済大臣（2004-05年）。
- アルギルダス・サウダルガス Algirdas Saudargas（祖国同盟＝リトアニアキリスト教民主党）
新任。元・外務大臣（1990-92年、1996-2000年）。
- ヴァルデマル・トマシェフスキ Valdemar Tomaševski（リトアニア・ポーランド人の選挙運動）
新任。ポーランド国籍。
- レオニダス・ドンスキス Leonidas Donskis（リトアニア共和国自由運動）
新任。ヴィータウタス・マグヌス大学政治学部教授。テレビ番組司会者。哲学者。
- ロランダス・パクサス Rolandas Paksas（秩序と正義）
新任。元・大統領（2003-04年）。元・首相（1999年、2000-01年）。元・ヴィリニュス市長（1997-99年、2000年）。
- ジグマンタス・バルチーティス Zigmantas Balčytis（リトアニア社会民主党）
新任。元・財務大臣（2005年- ）。元・運輸通信大臣（2001-05年）。
- ユスタス・ヴィンツァス・パレツキス Justas Vincas Paleckis（リトアニア社会民主党）
留任。元・外務副大臣。
- ヴィリヤ・ブリンケヴィチューテ Vilija Blinkevičiūtė（リトアニア社会民主党）
新任。元・社会保障労働大臣（2000-06年）。
- ラドヴィレ・モルクーナイテ Radvilė Morkūnaitė（祖国同盟＝リトアニアキリスト教民主党）
新任。外務大臣顧問。
- ヴィータウタス・ランズベルギス Vytautas Landsbergis（祖国同盟＝リトアニアキリスト教民主党）
留任。元・最高評議会議長（1990-92年）。音楽家。

## 投票率
今回の選挙の投票率は、前回を大きく下回り 20.98 % にとどまっている。これはリトアニアにおける選挙でも最低水準であり、また2009年欧州議会議員選挙が行われた国の中でもスロヴァキア（19.64 %）に次ぐ低さとなっている。
このうち有権者の 4.19 % にあたる 112,702 票は郵送による投票であった。
当日の投票率の推移は以下の通りとなっている。
| 10時   | 14時   | 19時    | 合計    |
| ------ | ------ | ------- | ------- |
| 2.09 % | 8.52 % | 15.68 % | 20.98 % |

投票率の低さの理由として、選挙当日が大雨であったことや、大統領選挙直後であったことが影響したのではないかと言われている。またアダムクス大統領は、投票者のほとんどはいずれかの政党の党員で選挙に行かざるを得なかった人々であり、実際に選挙に興味を持ち行動を起こした一般の市民はほとんどいなかったのではないか、と語っている。
他方、同じバルト三国でもラトヴィアでは 53.7 % 、エストニアでは 43.9 % と、リトアニアに比べ比較的高い投票率に終わっている。その理由として、ラトヴィアでは地方選挙と同時に開催されていたこと、またエストニアではインターネットによる投票制度が整備されていたことがあげられている。